# Масиков (Шосткинский район)
Масиков (укр. Масиків) — село, Шосткинская городская община, Шосткинский район, Сумская область, Украина.
Код КОАТУУ — 5925355302. Население по переписи 2001 года составляло 59 человек.

## Географическое положение
Село Масиков находится на правом берегу реки Осота, выше по течению на расстоянии в 2 км расположен пгт Воронеж, ниже по течению на расстоянии в 1 км расположено село Клишки.